# Поярков, Василий Данилович
Васи́лий Дани́лович Поя́рков (1597—1668) — русский землепроходец XVII века, «письменная голова».
Происходил из служилых людей города Кашина.

## Экспедиция Пояркова

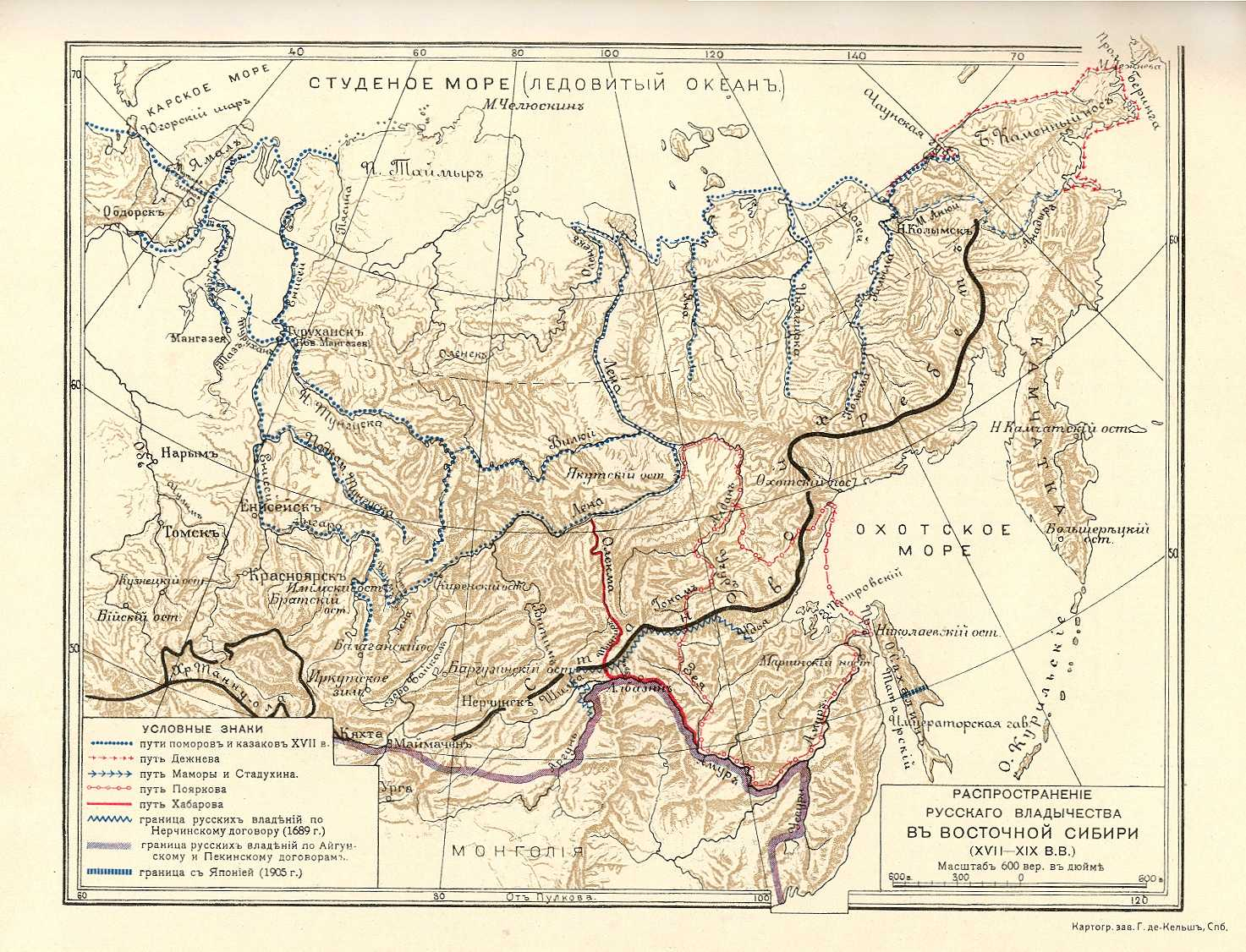
Карта исследований Восточной Сибири с указанием маршрута Пояркова

### Начало пути
По приказу якутского воеводы стольника Петра Петровича Головина Поярков предпринял экспедицию в страну дауров, о которых впервые узнали благодаря экспедиции его предшественника — письменного головы Еналея Леонтьевича Бахтеярова в 1640 году.
Из наказной памяти, составленной воеводой Головиным письменному голове Василию Пояркову о походе на реки Зея и Шилка:

Да в нынешнем же во 151 году привезл из Витима Письмяной Голова, Еналей Бахтеяров Тунгуса, Дакорайсково роду шамана Лавагу, и тот Лавага в роспросе сказывал, что на Шилке реке Князец Ловкай есть и Ура река есть же, а хлеба на Шилке реке всяково много и серебреные руды у Ловкая Князца есть; а дорога по Витиму на Шилку реку по Каранге реке, а с Каранги реки волок на Нырчю реку, а Нырчею рекою плыть три дни на Шилку реку; а волоку с Каранги на Нырчю реку с ношею итить пешему человеку пять ден, а без ноши, де, один. И Писмяной Голова Еналей Бахтеяров воровством своим Государевым делом не радел, на Шилку реку не пошел, а воротился назад в Якутцкой острог.

В состав отряда Пояркова входило 133 человека, оснащенных пищалями, пушкой со 100 ядрами к ней. Поярков вышел из Якутска 15 июля 1643 и за 2 дня на 6 дощаниках спустился по реке Лене до устья Алдана. Затем приходилось плыть против течения, что существенно замедлило продвижение экспедиции. Путь от Алдана до устья реки Учур занял месяц. Движение по Учуру продолжалось десять дней, после чего суда Пояркова свернули на реку Гонам. Судоходство по Гонаму возможно лишь на 200 километров от устья, дальше начинаются пороги. Людям Пояркова приходилось перетаскивать суда на себе, волоком. И это приходилось делать более 40 раз. Путь по реке Гонам занял 5 недель.

### Открытие Даурии

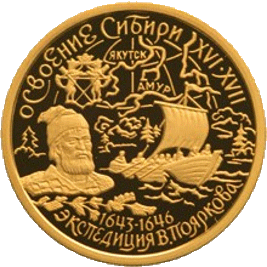
Памятная монета Банка России, 2001

С наступлением холодов осенью 1643 года Поярков решил оставить часть людей зимовать возле судов на берегах реки Гонам, а сам налегке с отрядом в 90 человек пошел зимником на нартах через Сутам и Нуям. За 2 недели он миновал Становой хребет и впервые проник в бассейн реки Амур, открыв сначала Мульмугу, а затем, через 2 недели, вышел к реке Зея (Даурская страна). 13 декабря 1643 года в 80 км от реки Амур казаки Пояркова имели стычку с даурами «князька» Доптыула. Они разбили лагерь (острог) и сразу же потребовали от местных земледельческих дауров, чтобы отныне они платили дань русскому царю. А чтобы подкрепить свои слова действием, захватил аманатами (заложниками) несколько знатных людей. В начале января 1644 года зимовье Пояркова на реке Умлекан было осаждено даурами. Страх перед неведомыми пришельцами отступил, а их малочисленность придавала уверенности осаждавшим. Однако несколько предпринятых ими попыток штурма успеха не принесли: видимо, сказалось превосходство казаков в тактическом мастерстве и вооружении. Тогда дауры взяли поярковцев в кольцо блокады. Казаки стали примешивать к муке кору деревьев, питались кореньями и падалью, часто болели. Начался мор. Тогда окрестные дауры, которые все это время скрывались в лесах, осмелели и организовали несколько нападений на острог. Но Поярков был умелым военачальником. Напавших дауров перебили, их трупы лежали на снегу перед острогом. Голод крепчал, тогда казаки стали поедать эти трупы, что легло позорным пятном на землепроходцев и вызвало отвращение у местных жителей. «Те служилые люди, не хотя напрасною смертью помереть, съели многих мёртвых иноземцев и служилых людей».
Но наконец весной 1644 года кольцо осады распалось. Поярков получил возможность продолжить поход. Одну группу он послал назад на Гонам, чтобы поторопить зимовавших казаков, а другую — 40 казаков под началом Петрова — дальше к Амуру на разведку. Столкнувшись с сопротивлением дауров, отряд Петрова отступил обратно к стану Пояркова. 24 мая 1644 года пришли зимовщики с Гонама. Отряд Пояркова достиг 70 человек. Они изготовили новые суда и продолжили сплав по рекам со скоростью 40 км/день

### Сплав по Амуру
По Зее к июню 1644 года казаки Пояркова спустились к реке Амур (которую ошибочно принял за Шилку). Местное население весьма враждебно относилось к землепроходцам, не подпуская их к берегу. Поярков спустился по Амуру до его устья, где совершил повторную зимовку. На среднем Амуре Поярков встретил земледельческий народ дючеров, ополчение которых в устье Сунгари истребило разведывательный отряд землепроходцев (погибло 20 казаков). После дючеров начинались земли рыболовного народа гольдов, с которыми не было военных столкновений. Осенью 1644 года Поярков вышел к устью Амура, где жили рыболовы-гиляки. Здесь казаки Пояркова впервые вздохнули спокойно. От них он узнал о населённом волосатыми людьми Сахалине. Гиляцкие «князья» присягнули на подданство России и добровольно дали первый ясак — 12 сороков соболей и шесть собольих шуб. В конце зимы казакам опять пришлось терпеть голод. Вновь стали поедать коренья, кору, питаться падалью. Перед отправлением в поход Поярков совершил набег на гиляков, захватил аманатов и собрал дань соболями. В схватке Поярков потерял половину от своего оставшегося отряда. В конце мая 1645 года, когда устье Амура освободилось ото льда, Поярков со своими казаками вышел в Амурский лиман.

### Возвращение
Поярков совершил исторически вполне доказанное 12-недельное (3-месячное) плавание вдоль юго-западных берегов Охотского моря от устья Амура до устья Ульи, где отряд Пояркова попал в шторм и зазимовал осенью 1645 года. Здесь уже в 1639 году ступала нога «русского человека» Ивана Юрьевича Москвитина, а местные народы платили дань московскому «белому царю». Затем через реку Мая казаки Пояркова начали своё возвращение домой. В Якутск в 1646 году вернулось, по разным данным, 20, 33 или 52 казака из экспедиции Пояркова. Прямые цели похода не были достигнуты, однако российские власти получили ценные сведения о пройденных территориях.

## Остаток жизни
До 1648 года Поярков служил в Якутске в прежней должности письменного головы, после чего вернулся в Москву. В столице он был переведён из удельных дворян в московские, поступив на полное казённое обеспечение. Имя Василия Пояркова мельком упоминается в хрониках XVII века до 1668 года. Например, в конце 1650-х годов Василий Данилович служил воеводой в городе Усерде «…на Кальмиусской сакме на реке ж на Сосне». Также вероятно, что он прожил остаток своих лет в Москве, в покое и достатке.

## Память

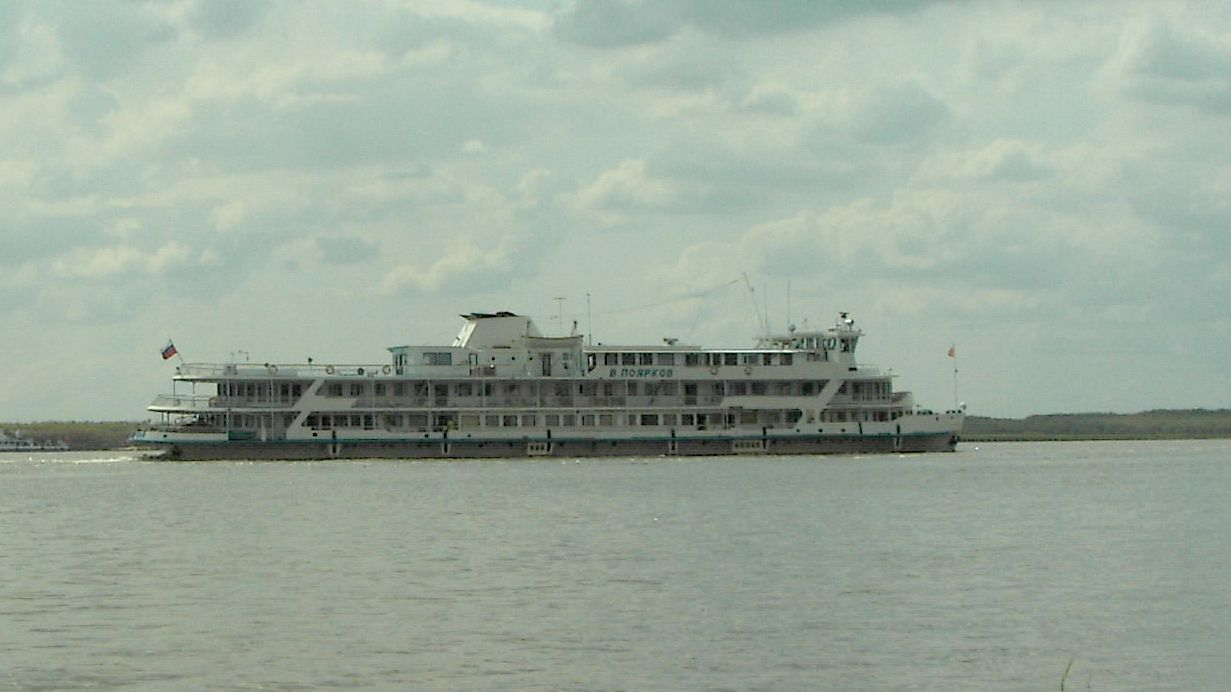
Теплоход «В. Поярков» на Амуре

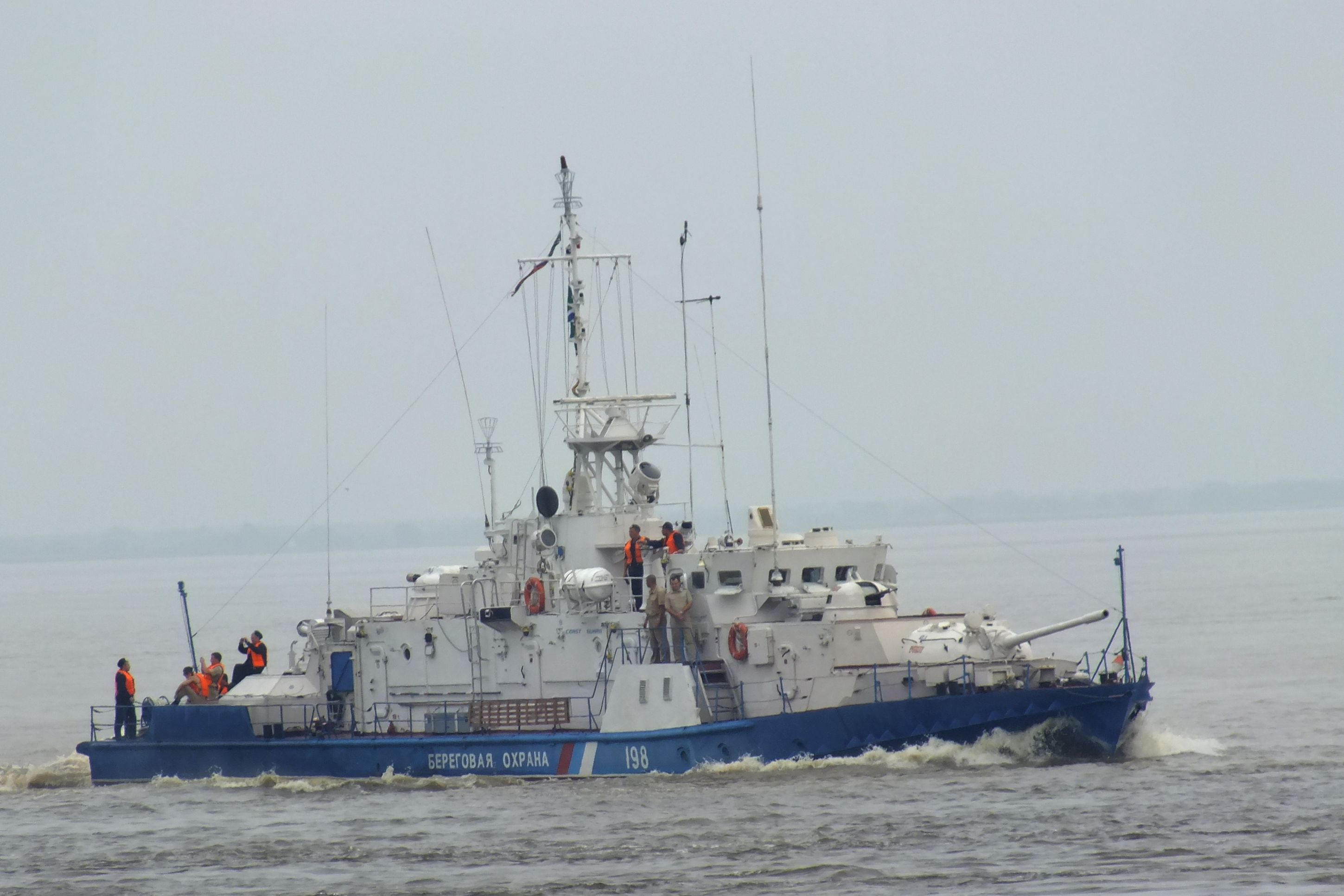
ПСКР-322 «Василий Поярков» на Амуре

- В 1858 году на Амуре основана станица Поярково.
- Именем Пояркова названы улицы в Хабаровске, Якутске и Северо-Курильске.
- В 2001 году Банком России в серии памятных монет «Освоение и исследование Сибири», выпущена монета «Экспедиция В. Пояркова» номиналом 50 руб.
- Имя Василия Пояркова носит пассажирский теплоход проекта 860 Амурского речного пароходства.
- Имя Василия Пояркова с 11 февраля 1999 года носит пограничный сторожевой корабль «ПСКР-322» на Амуре.
- В честь В. Д. Пояркова названа гора Пояркова на острове Сахалин[9].
- Улица Пояркова — одна из магистральных улиц города Якутска.